# 統一エネルギーシステム
統一エネルギーシステム（ロシア語: ОАО РАО «ЕЭС России»、ラテン文字表記の例：OAO RAO «YEES Rossii»、英語: Unified Energy System、略称:UES、統一電力体系、統一電力機構、統一エネルギー機構、ロシア単一電力系統社、RAO-EES）は、2008年7月に解散したロシアの独占電力会社（国有電気事業者）。

## 概要・歴史
ロシア国内の電力設備の約70パーセント、高圧電線網の96パーセント、変電線の約70パーセント以上のシェアを有し、またロシア国内のみならず旧ソ連・CIS諸国や北欧にも電力を輸出していた。
統一エネルギーシステムは、1992年に電力持株会社として設立された。このときに原子力発電部門を除く、火力発電所や水力発電所、変電所のような国家の所有する電力資産のほとんどが同社に移管した。また、研究、技術部門、電力関係の建設企業体も同様に移管された。ロシア国内全体で、エネルギー関連企業70社、発電所40ヶ所を傘下に有していた。さらにオペレーションシステム関連企業RAO FGCとOAO SO-CDAがあった。
2000年中頃から、設備の老朽化に伴い、たびたび停電を引き起こした。 2005年5月25日モスクワ南部及びカルーガ州、トゥーラ州に及ぶ大規模な停電が起きた（2005 Moscow power blackouts参照）。原因は、老朽化した変電所の火災で、統一エネルギーシステムは批判され、同社は職務怠慢と背任の容疑で捜査を受けた。
2006年組織再編成が開始された。
2008年7月、ロシアの電気事業再編に伴い解散し、部門別に以下の会社が設立された。
- 送配電部門 - ロシア連邦送電公社（Россети ФСК ЕЭС、英語表記例 FGC UES, FSK EES）
- 系統運用部門 - 系統運用会社（СО ЕЭС、英語表記例 SO EES）
- 水力部門 - ルスギドロ（旧連邦水力発電会社）
- 電力輸出入部門 - インター統一電力（インテルRAO EES、インターラオとも）（ Интер РАО英語表記例 Inter RAO）
- 地方配電部門 - MRSK ホールディング（Холдинг МРСК、英語表記例 Holding IDGC）
- 極東地域電気事業統括持株会社 - 東部電力系統社[3]（РАО ЭС Востока、英語表記例 RAO ES Vostoka）

## 株式保有
統一エネルギーシステムの株式の内、ロシア連邦政府が保有する株式は50パーセント以上に及ぶ。残りは少数の株主によって保有されている。株式はモスクワ銀行間通貨取引所（MICEX）とロシア取引システム（RTS）で取引される。

## アルメニアとの関係
ロシアは資金に苦しむアルメニアの電力インフラを燃料供給と引き換えなどに次々に買収、掌握している。
アルメニア原発の財務管理会社や送電インフラを担うElectric Networks of Armenia (ENA)をその傘下に収めている。
国のエネルギー安全保障に支障をきたすのではないかと批判する声もある。